# Starcross (stacja kolejowa)
Starcross – stacja kolejowa w Anglii, w hrabstwie Devon na linii kolejowej Exeter - Plymouth o znaczeniu lokalnym. Stacja bez sieci trakcyjnej. Stacja położona jest w estuarium rzeki Exe, przy przystani promowej Starcross - Exmouth.

## Ruch pasażerski
Stacja w Starcross obsługuje 90 972 pasażerów rocznie (dane za okres od kwietnia 2021 do marca 2022). Posiada bezpośrednie połączenia z następującymi większymi miejscowościami: Bristol, Penzance, Plymouth, Torquay.

## Obsługa pasażerów
Automaty biletowe, przystanek autobusowy. Pociągi odjeżdżają ze stacji co godzinę.